# Jan Theiler
Pour les articles homonymes, voir Theiler.
Jan Theiler (né en 1967) est un artiste allemand d'inspiration dadaïste. Il a pour pseudonymes : Pasteur Leumund, Michael Fieling, MC Abitur.

## Biographie
Durant les années 1990, pendant qu'il étudie l'art, il rejoint des collectifs de squatteurs de Berlin-Est et est commissaire d'exposition, artiste de performance et musicien de la scène artistique underground. Il organise des concerts et des performances de grande ampleur comme dans le Tacheles. Il crée la Fondation Kroesus, occupe le Cabaret Voltaire, se fait porte-parole des néo-dadaïstes et organise avec Mark Divo la "Semaine du festival international Dada" à Zürich. Il se fait aussi compositeur, parolier, prédicateur laïque, rappeur, président de parti et "interactiviste".